# 권주 종가 문적
권주 종가 문적(權柱 宗家 文籍)은 경상북도 안동시 도산면, 한국국학진흥원에 있는 조선시대의 기록물이다. 1989년 5월 23일 대한민국의 보물 제1002호로 지정되었다.

## 개요
조선 성종 때부터 연산군 때까지 문신 권주(1457∼1505) 선생의 종손가에 소장된 고문서와 전적이다. 총 9종 14점이다.
권주는 1480년 문과에 급제하여 승정원주서, 공조정랑 등을 거쳐 승정원 도승지, 충청도관찰사 등의 벼슬을 지냈다. 성종 13년(1482) 연산군의 생모인 폐비 윤씨가 사약을 받을 때 사약을 받들고 갔다는 이유로 벼슬을 빼앗겼으나, 임무에 따랐을 뿐이라는 이유로 사형을 면하고 귀양을 떠났다. 그러나 1505년 6월 다시 그 문제가 불거져나오자 결국 사약을 받고 죽었다. 성품이 검소하고 단아하였으며, 맡은 직무에 최선을 다하였다.
고문서로는 15∼16세기 이전에 작성된 것으로 문과급제를 알리는 교지, 권주가 충청관찰사였을 때 받은 교서, 관찰사에게 특권을 부여하는 내용의 유서, 자식에게 재산과 노비를 나누어주면서 작성한 분배기록인 분재기로 총 4종 7점으로 구성되어 있다.
전적으로는 성균관 생원, 진사들의 시문을 모은 『동방록』, 권주 선생이 직접 손으로 쓴 편지글들을 모아놓은 『경수첩』, 『선세수찰』등 총 5종 7책이 있다. 크기는 연도와 내용에 따라 다르다.
이 가운데 고문서는 15∼16세기 이전에 쓰여진 것으로 경제사연구의 역사적 자료가 되며, 전적류는 당시 사회상황을 살필 수 있는 자료이다. 특히 권주가 직접 쓴 책들은 그 필체가 훌륭하여 문화재로서의 가치를 지닌다고 할 수 있다.

## 같이 보기
- 권주

## 참고 자료
- 권주 종가 문적 - 국가유산청 국가유산포털